# Casas de Don Antonio (kommunhuvudort)
Casas de Don Antonio är en kommunhuvudort i Spanien.   Den ligger i provinsen Provincia de Cáceres och regionen Extremadura, i den centrala delen av landet, 260 km sydväst om huvudstaden Madrid. Casas de Don Antonio ligger 403 meter över havet och antalet invånare är 209.
Terrängen runt Casas de Don Antonio är platt åt nordväst, men åt sydost är den kuperad.Runt Casas de Don Antonio är det ganska glesbefolkat, med 24 invånare per kvadratkilometer. Närmaste större samhälle är Alcuéscar, 8,1 km sydost om Casas de Don Antonio. Omgivningarna runt Casas de Don Antonio är huvudsakligen savann.